# 矢沢洋子
矢沢 洋子（やざわ ようこ、1985年11月12日 - ）は、日本の女性歌手、モデル。東京都出身。血液型はO型。身長167cm。既婚。

## 来歴
12歳から18歳までをロサンゼルスで過ごす。Ojai Valley School,Palos Vades peninsula High School卒業。
2008年
- 3月、上智大学文学部ドイツ文学科卒業。
- 10月29日、ボーカリスト・yokoとして、大西克巳（ギター）と音楽ユニット「the generous」を結成。

2009年
- 5月8日、大西が表舞台から退き、サウンドプロデューサー・コンポーザーとして活動することを発表。ユニットは事実上の解散になる。
- 9月19日、矢沢永吉「ROCK'N'ROLL IN TOKYO DOME」公演にてステージでの親子初共演を果たす。

2010年
- 2月12日、本名の「矢沢洋子」としてアーティスト活動を行っていくことを発表。
- 8月25日、1stアルバム『YOKO YAZAWA』でソロデビュー。

2014年
- ex.GO!GO!7188のノマアキコ、ギタリストkemeと共にバンド「PIGGY BANKS」を結成。

## 人物
- 矢沢永吉の長女。母親は米国人とのクォーターである。
- 人生初のレコーディングは、父親の曲で映画『ドラえもん のび太のねじ巻き都市冒険記』主題歌「Love is you」のコーラス。自慢して学校の友達と映画を見に行ったところ、コーラス部分が小さい音であまり聞こえず、切ない思い出となっている[1]。
- 公式ブログのタイトルにある“405号線”は、特に場所を指している訳ではなく、昔からサイン替わりに使っていた“405”（→よーこ）からとって命名したもの。ちなみにトップ画のキャラクターも本人考案で“スカルざヨーコ”という[2]。
- 好きな酒はハイボール、ジンソーダ、ちなみに白ワインは「自我が崩壊する」と公言している。
- 「あたしンち」の大ファンで漫画を全巻持っている。
- 洋子が初めてピザ屋でアルバイトした初日に父（矢沢永吉）が客を装って電話してきたというエピソードがある[3]。
- 2017年、ロックバンド「ギターウルフ」の元ベーシスト、U.Gと入籍。
- 2021年1月22日、第一子となる女児を出産[4][5]。
- 2022年10月12日、第二子となる女児を出産。

### 交友関係
- 同じく音楽家で2世タレントの依布サラサと親交があり、関根麻里、IMALU、穂のか、大和田美帆ほか2世タレント達で「二世会」を結成し交流を深めている。また、LAでの高校時代の同級生の井上ジョーとも作品でコラボしている。

## ディスコグラフィ

### アルバム
|          | 発売日         | タイトル       | 規格品番   | 収録曲 | 備考                                   |
| -------- | -------------- | -------------- | ---------- | --- | -------------------------------------- |
| 1st      | 2010年8月25日  | YOKO YAZAWA    | GRRC-20001 | 1. H♡NEY BUNNY [3:34] 2. don’t look back [3:47] 3. crazy for you [3:00] 4. 英雄〜HERO〜 [3:46] 5. 月光 [3:46] 6. fade away [3:28] 7. high☆tention [3:36] 8. 逢いたい [3:45] 9. SUGAR!SUGAR!!SUGAR!!! [3:20] 10. 終わりなき旅路 [3:49] 11. Let Me・・・ [4:04] | オリコン最高162位                      |
| 2nd      | 2011年8月3日   | Give Me！！！  | GRRC-20002 | 1. SOS [3:06] 2. アドレナリン [2:51] 3. 夏風 [3:13] 4. アゲハ [3:37] 5. Give Me!!! [3:35] 6. アマノジャク [3:30] 7. JOKER [3:07] 8. hane [3:13] 9. too late [2:53] 10. 羅針盤 [3:37]                                                                          | オリコン最高295位                      |
| 1st mini | 2012年10月17日 | ROUTE 405      | GRRC-20003 | 1. ROSY [3:44] 2. バイバイBOY [2:36] 3. メリーゴーランド [2:48] 4. moon light shadow [3:52] 5. THE WILD ONE [3:11] | 矢沢洋子&THE PLASMARS名義 オリコン圏外 |
| 2nd mini | 2013年11月13日 | Bad Cat        | GRRC-20004 | 1. Bad Cat [3:30] 2. スパイダーウェブ [3:24] 3. DON'T GET ME WRONG（カバー） [3:49] 4. Breakaway（カバー） [2:49] 5. 蒼き希望 [3:33] | オリコン最高216位                      |
| 3rd mini | 2014年07月23日 | Lady No.5      | GRRC-20005 | 1. NAKED LOVE [3:20] 2. BLACK SUNSHINE [3:43] 3. 東京騒音 スクランブル [4:09] 4. Walk Like An Egyptian [3:22] 5. Lady No.5 [3:15] 6. ガラクタ [3:45] | オリコン圏外                           |
|          | 2016年04月06日 | タイムスリラー | GRRC-70001 | 1. CORONA 2. Wicked Go 3. タイムスリラー 4. One Way Or Another 5. らんらんらん 6. ゾンビーボーイ 7. Funky Monkey Ladies 8. キラワレモノ 9. Rock’n’Roll Hearts 10. Oct.                                                                                        | オリコン最高199位 「PIGGY BANKS」名義  |

### 配信限定シングル
|     | 発売日        | タイトル              |
| --- | ------------- | --------------------- |
| 1st | 2010年8月18日 | SUGAR!SUGAR!!SUGAR!!! |
| 2nd | 2011年5月18日 | 羅針盤                |

## 出演

### テレビアニメ
- スキップ・ビート! 第11話（2008年12月） - YOKO 役

### 劇場アニメ
- 劇場版3D あたしンち 情熱のちょ〜超能力♪ 母 大暴走!（2010年、東映） - 本人役

### ラジオ
- generock（2009年11月 - 、FM AICHI）
- generock by yoko yazawa（2010年1月 - 、NACK5）

### CM
- サントリー「ザ・プレミアム・モルツ」
  - 『秋・豊かな時間』篇（2009年9月） - 親子共演
  - 『父の日を最高にしよう』篇（2016年6月） - 親子共演 [6]

### PV
- 矢沢永吉「夏の終り」（2007年）

### テレビドラマ
- 元町ロックンロールスウィンドル（2019年、サンテレビ）第5話

### 映画
- PLAN6 CHANNEL9 (2016年、監督：島田角栄）- 主演 マヒル 役
- ヴィヴィアン武装ジェット（2017年、監督：島田角栄）- 小夜 役

### 映画主題歌
- 劇場版3D あたしンち 情熱のちょ〜超能力♪ 母 大暴走! 「SUGAR!SUGAR!!SUGAR!!!」
- 少女たちの羅針盤 「羅針盤」
- ツレがうつになりまして。「アマノジャク」（イメージソング）

### 舞台・ミュージカル
- 銀河鉄道999 40周年記念作品舞台『銀河鉄道999』〜GALAXY OPERA〜（2018年） - リューズ 役
- 舞台『銀河鉄道999』さよならメーテル〜僕の永遠（2019年） - リューズ 役
- 銀河鉄道999 THE MUSICAL（2022年） - リューズ 役

## ミュージックビデオ
| 監督     | 曲名            |
| 木村豊   | 「Give Me!!!」  |
| 新宮良平 | 「ROSY」        |
| 田中紫紋 | 「Bad Cat」     |
| 西郡勲   | 「羅針盤」      |
| 原田武明 | 「Lady No.5」   |
| 不明     | 「HONEY BUNNY」 |

## 主なライブ

### ワンマンライブ・主催イベント
- 2010年 - 矢沢洋子 × MILKYWAY Presents KISS! HUG!! LOVE!!!
- 2012年 - 矢沢洋子Presents「KISS!HUG!!LOVE!!! 」 〜Milkyway 2nd Anniversary Special〜
w/noodles/Scars Borough/D_Drive/HEAD SPEAKER/JIGENN/きくこ/スキルアップ/みつあなぐま/ミライライト/トーキョーキラー
- 2012年11月17日〜12月01日 - ROUTE405〜ナニヨ!キドッチャッテ!!〜TOUR
w/KEYTALK/オズ/Half-Life

### 出演イベント
- 2010年4月22日 - Naturarythm-ナチュラリズム-
- 2010年11月14日 - MINAMI WHEEL 2010
- 2011年7月6日 - 音霊 OTODAMA SEA STUDIO 2011 「紡心」
- 2011年10月15日 - MINAMI WHEEL 2011
- 2011年10月28日 - THE PINBALLS "die for the good bears"tour final
- 2012年1月26日 - ザ・キャプテンズ 7DAYS☆失神天国
- 2012年3月10日 - Gacharic Spin×矢沢洋子 Presents「SURVIVAL GIRL」in 大阪RUIDO
- 2012年3月17日 - MUSIC CUBE 12
- 2012年4月30日 - Niigata Rainbow ROCK Market
- 2012年8月4日 - 夏のVIVA YOUNG! 5DAYS!! 2012 「ROCK' IN SKANKIN' JAPAN」
- 2012年8月10日 - RISING SUN ROCK FESTIVAL 2012 in EZO
- 2012年8月12日 - TREASURE05X 2012 〜glowing treasure 2nd day〜
- 2012年8月26日 - DISK GARAGE MUSIC MONSTERS -2012 summer-
- 2013年4月4日 - ロックンロール・スイシーダ
- 2013年4月29日 - NAONのYAON 2013
- 2013年6月6日 - ロックンロール新世紀〜Ultra Dynamic Stroll On! vol.4 That Is Rock And Roll!編（「矢沢洋子 & THE PLASMARS」として出演）
- 2013年9月30日 - SHINYA OE a-GOGO 大江慎也 AGE 55 ANNIVERSARY
- 2013年11月23日 - レッドシューズ in 名田庄 Vol.2
- 2013年12月21日 - FUCKIN' X'mas TOUR 2013（「矢沢洋子 & THE PLASMARS 女人版」として出演）
- 2014年2月23日 - DISK GARAGE MUSIC MONSTERS -2014 winter-（「矢沢洋子 & THE PLASMARS 女人版」として出演）
- 2014年4月13日 - ROXYPARTY vol.2（「矢沢洋子 & THE PLASMARS 女人版」として出演）
- 2014年4月29日 - NAONのYAON 2014
- 2014年5月11日 - 女プラズマギンギンツアー（「矢沢洋子 & THE PLASMARS 女人版」として出演）
- 2014年8月6日 - 20周年だよ。VIVA YOUNG!（「矢沢洋子 & THE PLASMARS」として出演）
- 2014年8月25日 - 真夏の三都物語〜大阪編〜（「矢沢洋子 & THE PLASMARS」として出演）
- 2014年8月26日 - 真夏の三都物語〜京都編〜（「矢沢洋子 & THE PLASMARS」として出演）
- 2014年10月11日 - あっちゃん（日本のロックの中心）生誕50年祝賀大祭 3DAY
- 2014年12月29日 - COUNTDOWN JAPAN 14/15（「PIGGY BANKS」として出演）
- 2015年2月21日 - DISK GARAGE MUSIC MONSTERS -2015 winter-（「PIGGY BANKS」として出演）
- 2015年4月4日・5日 - D.R.P PRESENTS ハイブリッド バトルツアー2015（「矢沢洋子 & THE PLASMARS」として出演）
- 2015年4月10日 - GIG GIG GIG vol.1（「矢沢洋子 & THE PLASMARS」として出演）
- 2015年4月29日 - NAONのYAON2015（「PIGGY BANKS」として出演）
- 2015年5月2日 - 鮎川誠BIRTHDAY67&メジャーデビュー40周年記念!DJ PARTY 2015
- 2015年6月14日 - ザ・キャプテンズ presents「失神天国十番勝負 其の六 vs PIGGY BANKS 」（「PIGGY BANKS」として出演）
- 2015年7月26日 - FUJI ROCK FESTIVAL '15（「PIGGY BANKS」として出演）
- 2015年8月6日 - 夏のVIVA YOUNG! 5DAYS!! 〜黄色いサクランボ〜（「PIGGY BANKS」として出演）
- 2015年8月15日 - RISING SUN ROCK FESTIVAL 2015 in EZO（「PIGGY BANKS」として出演）
- 2015年11月1日 - ROXYPARTY vol.3（「PIGGY BANKS」として出演）
- 2016年3月12日 - ROXYPARTY vol.4（「PIGGY BANKS」として出演）
- 2016年4月3日 - MUTANT MONSTER x PIGGY BANKS
- 2016年11月18日 - ROXYPARTY vol.5
- 2016年11月23日 - レッドシューズ生誕35周年プレミアムライブ『Sheena Was A Punk Rockrer!! 〜Happy Birthday Sheena!!』
- 2016年12月22日 - URASUJI.